# Survivor Series 2019
Survivor Series (2019) was een professioneel worstel-pay-per-view (PPV) en WWE Network evenement dat georganiseerd werd door WWE voor hun Raw, SmackDown en NXT brands. Het was de 33ste editie van Survivor Series en vond plaats op 24 november 2019 in het Allstate Arena in Rosemont, Illinois. Dit is de eerste keer dat NXT deelneemt aan Survivor Series inclusief NXT UK. Het is ook de eerste keer dat er Three-Way Survivor Series Elimination Matches waren.

## Matches
| Nr. | Match | Winnaar(s)                   | Opmerkingen                                                              | Bron  |
| --- | --- | ---------------------------- | ------------------------------------------------------------------------ | ----- |
| 1p  | 10-team Interbrand Tag Team Battle Royal. | Dolph Ziggler & Robert Roode | Dolph en Roode wonnen door de Streeth Profits als laatste te elimineren. | [ 2 ] |
| 2p  | Lio Rush (c) (NXT) vs. Akira Tozawa (Raw) vs. Kalisto (SmackDown) | Lio Rush                     | Triple Threat Interbrand Match voor het NXT Cruiserweight Championship.  | [ 2 ] |
| 3p  | The Viking Raiders (Erik & Ivar) (Raw Tag Team Champions) vs. The New Day (Big E & Kofi Kingston) (SmackDown Tag Team Champions) en The Undisputed Era (Bobby Fish and Kyle O'Reilly) (NXT Tag Team Champions)                                      | The Viking Raiders           | Champions Triple Threat Tag team match.                                  | [ 2 ] |
| 4   | Team NXT (Rhea Ripley, Bianca Belair, Candice LeRae, Io Shirai en Toni Storm) vs. Team Raw (Charlotte Flair, Natalya, Asuka, Kairi Sane en Sarah Logan) vs. Team SmackDown (Sasha Banks, Carmella, Dana Brooke, Lacey Evans en Nikki Cross)         | Team NXT                     | 5-on-5-on-5 Women's Survivor Series Triple Threat elimination match.     | [ 2 ] |
| 5   | Roderick Strong (NXT's North American Champion) vs. AJ Styles (Raw's United States Champion) vs. Shinsuke Nakamura (SmackDown's Intercontinental Champion) (met Sami Zayn)                                                                          | Roderick Strong              | Champions Triple Threat match.                                           | [ 2 ] |
| 6   | Adam Cole (c) vs. Pete Dunne | Adam Cole                    | Eén-op-één match voor het NXT Championship.                              | [ 2 ] |
| 7   | "The Fiend" Bray Wyatt vs. Daniel Bryan | Bray Wyatt                   | Eén-op-één match voor het WWE Universal Championship.                    | [ 2 ] |
| 8   | Team SmackDown (Roman Reigns, Braun Strowman, King Corbin, Mustafa Ali en Shorty G) vs. Team Raw (Seth Rollins, Drew McIntyre, Kevin Owens, Randy Orton en Ricochet) vs. Team NXT (Tommaso Ciampa, Damian Priest, Matt Riddle, Keith Lee en Walter) | Team SmackDown               | 5-on-5-on-5 Men's Survivor Series Triple Threat elimination match.       | [ 2 ] |
| 9   | Brock Lesnar (c) (met Paul Heyman) vs. Rey Mysterio (met Dominik Mysterio) | Brock Lesnar                 | Eén-op-één No Holds Barred match voor het WWE Championship.              | [ 2 ] |
| 10  | Shayna Baszler (NXT Women's Champion) vs. Becky Lynch (Raw Women's Champion) vs. Bayley (SmackDown Women's Champion) | Shayna Baszler               | Champions Triple Threat match. Baszler won door submission.              | [ 2 ] |